# Ali Abbasi
Ali Abbasi (em persa: علی عباسی, 1981) é um cineasta iraniano-dinamarquês. Ele é conhecido por seus filmes Shelley (2016), Gräns (2018), Holy Spider (2022) e The Apprentice (2024). Abbasi também dirigiu os dois últimos episódios da primeira temporada da série The Last of Us. Ele recebeu vários elogios, incluindo um prêmio Un Certain Regard, quatro Prêmios Robert e um Deutscher Filmpreis, além de indicações para sete European Film Awards, um Goya Award e dois Guldbagge Awards.

## Início da vida
Abbasi frequentou a Politécnica de Teerã até 2002, quando emigrou para a Suécia para estudar arquitetura no KTH Royal Institute of Technology em Estocolmo . Depois de obter seu bacharelado em artes em 2007, ele se matriculou na Escola Nacional de Cinema da Dinamarca, obtendo seu diploma em 2011 com o curta-metragem M for Markus.
Ele vive em Copenhague e continua a ter um passaporte iraniano.

## Carreira
Em 2018, Abbasi estreou seu segundo filme, Gräns. Ganhou o prêmio Un Certain Regard no Festival de Cinema de Cannes, foi selecionado como representante sueco para melhor filme estrangeiro no 91º Oscar. Embora o filme não tenha recebido uma indicação nessa categoria, ele ganhou uma indicação para melhor maquiagem e penteados.
Seu terceiro longa-metragem, Holy Spider, foi lançado em 2022 e foi uma coprodução em língua persa entre Suécia, Dinamarca, França e Alemanha. Baseado na história real de Saeed Hanaei, um serial killer que tinha como alvo trabalhadoras do sexo e matou dezesseis mulheres de 2000 a 2001 em Mashhad, Irã, o filme retrata uma jornalista fictícia investigando um serial killer.
O filme foi selecionado para competir pela Palma de Ouro no Festival de Cinema de Cannes de 2022, onde estreou em 22 de maio de 2022. Zar Amir Ebrahimi, que estrelou o filme, ganhou o prêmio de melhor atriz do festival. O filme foi selecionado como representante dinamarquês para melhor filme internacional no 95º Oscar, e fez parte da pré-lista de dezembro.
O último filme de Abbasi, The Apprentice, um retrato de um jovem Donald Trump, estreou no Festival de Cinema de Cannes de 2024. Vários contratos de distribuição estiveram em vigor para os Estados Unidos, Oriente Médio, Ásia, América do Sul, bem como Europa Oriental e Ocidental.

## Filmografia

### Cinema
| Ano  | Título                       | Diretor | Roteirista | Notas                         | Ref(s) |
| ---- | ---------------------------- | ------- | ---------- | ----------------------------- | ------ |
| 2008 | Officer Relaxing After Duty  | Sim     | Sim        | Curta-metragem                | [ 13 ] |
| 2010 | In the Darkness Is the Light | Sim     | Sim        | Curta-metragem                | [ 14 ] |
| 2011 | M for Markus                 | Sim     | Sim        | Curta-metragem, também editor | [ 15 ] |
| 2016 | Shelley                      | Sim     | Sim        |                               | [ 16 ] |
| 2018 | Gräns                        | Sim     | Sim        |                               | [ 17 ] |
| 2022 | Holy Spider                  | Sim     | Sim        | Também co-produtor            | [ 18 ] |
| 2024 | The Apprentice               | Sim     | Não        |                               | [ 19 ] |

### Televisão
| Ano  | Título         | Episódio(s)                                 | Diretor | Roteirista | Notas       | Ref(s) |
| ---- | -------------- | ------------------------------------------- | ------- | ---------- | ----------- | ------ |
| 2023 | The Last of Us | "When We Are in Need", "Look for the Light" | Sim     | Não        | 2 episódios | [ 20 ] |